# Meurtre au premier degré
Dans le droit pénal des pays de common law, un meurtre au premier degré est un meurtre commis avec préméditation et de propos délibéré. Cette classification du meurtre par degrés de gravité est notamment utilisée aux États-Unis et au Canada.

## Droit par pays

### Droit américain
En droit américain, le meurtre au premier degré peut être défini de la façon suivante : « Tout homicide intentionnel délibéré et prémédité avec intention malicieuse ». L'homicide concomitant d'une infraction majeure, une accusation qui peut être portée contre un accusé qui est impliqué dans un crime dangereux où un décès résulte du crime, est généralement un homicide au premier degré, mais il peut être au second degré.

### Droit canadien

#### Définition générale
Le meurtre au premier degré est le meurtre commis avec préméditation et de propos délibéré (art. 231 (2) du Code criminel ) ;

#### Meurtres dans des circonstances particulières définis comme étant au premier degré
- le meurtre commis à la suite d’une entente dont la contrepartie matérielle est proposée ou promise (art. 231 (3) C.cr. ;
- « le meurtre, dans l’exercice de ses fonctions:
  - d’un officier ou d’un agent de police, d’un shérif, d’un shérif adjoint, d’un officier de shérif ou d’une autre personne employée à la préservation et au maintien de la paix publique (art. 231 (4) a) C.cr.) ;
  - d’un directeur, d’un sous-directeur, d’un instructeur, d’un gardien, d’un geôlier, d’un garde ou d’un autre fonctionnaire ou employé permanent d’une prison ; (art. 231 (4) b) C.cr.)
  - d’une personne travaillant dans une prison avec la permission des autorités de la prison.(art. 231 (4) c) C.cr.) »
- le meurtre d'une personne, « en commettant ou tentant de commettre un détournement d’aéronef, une agression sexuelle, une agression sexuelle armée, des menaces à une tierce personne ou l'infliction de lésions corporelles, une agression sexuelle grave, un enlèvement et séquestration ou une prise d’otage » (art. 231 (5) C.cr.)
- un meurtre commis « avec l’intention de faire craindre à la personne assassinée pour sa sécurité ou celle d’une de ses connaissances » (art. 231 (6) C.cr.) ;
- le meurtre commis au cours de la perpétration ou de la tentative de perpétration d'une activité terroriste (art. 231 (6.01) C.cr.) ;
- le meurtre commis au profit ou sous la direction d’une organisation criminelle (art. 231 (6.1) C.cr.) ;
- le meurtre associé à l'intimidation d’une personne associée au système judiciaire ou d’un journaliste (Art. 231 (7) C.cr. et art. 423 (1) C.cr.[3])

#### Peine
L'art. 235 C.cr. prévoit que la peine du meurtre au premier degré est l'emprisonnement à perpétuité. Les tribunaux interprètent cela comme signifiant au minimum 25 ans de prison sans possibilité de libération conditionnelle, en raison du libellé de l'art. 745 a) C.cr.. La durée totale de la peine va dépendre du niveau de réhabilitation de l'auteur de l'infraction : en cas de non-réhabilitation, la Commission des libérations conditionnelles du Canada peut refuser chaque nouvelle demande de libération conditionnelle du prisonnier jusqu'à ce qu'il meure en prison, par ex. la libération conditionnelle a été refusée plusieurs fois au tueur en série Clifford Olson.
Dans l'arrêt R. c. Bissonnette, la Cour suprême a jugé inconstitutionnel l'art. 745.51 C.cr.  qui prévoyait un cumul des périodes d'inadmissibilité de 25 ans pour chaque meurtre additionnel dans les affaires de meurtres multiples, au motif que cette disposition contrevient à l'article 12 de la Charte canadienne des droits et libertés concernant la prohibition des peines et traitements cruels et inusités.